# Людвиг, Дариуш
Дариуш Марек Людвиг (пол. Dariusz Marek Ludwig; род. 25 февраля 1955, Семятыче, Подляское воеводство) — польский легкоатлет, специалист по многоборьям. Выступал за сборную Польши по лёгкой атлетике в начале 1980-х годов, серебряный и бронзовый призёр Кубка Европы, победитель и призёр первенств национального значения, участник летних Олимпийских игр в Москве.

## Биография
Дариуш Людвиг родился 25 февраля 1955 года в городе Семятыче Подляского воеводства.
Занимался лёгкой атлетикой в Гдыне, проходил подготовку в местном клубе «Балтик Гдыня».
Впервые заявил о себе как спортсмен в сезоне 1979 года, став чемпионом Польши в десятиборье.
Благодаря череде удачных выступлений удостоился права защищать честь страны на летних Олимпийских играх 1980 года в Москве — набрал в сумме всех дисциплин десятиборья 7978 очков и расположился в итоговом протоколе соревнований на шестой строке.
После московской Олимпиады Людвиг остался в составе легкоатлетической команды Польши и продолжил принимать участие в крупнейших международных стартах. Так, в 1981 году он стал серебряным призёром на крупном международном турнире Hypo-Meeting в Австрии, уступив только австрийцу Зеппу Цайльбауэру, тогда как на Кубке Европы по легкоатлетическим многоборьям в Бирмингеме финишировал девятым в личном зачёте и помог своим соотечественникам выиграть бронзовые медали мужского командного зачёта.
В 1982 году на чемпионате Европы в Афинах без результата досрочно завершил выступление в десятиборье.
В 1983 году на Кубке Европы в Софии занял девятое и пятое места в личном и командном зачётах соответственно. Принимал участие во впервые проводившемся чемпионате мира по лёгкой атлетике в Хельсинки, где с результатом в 7982 очка закрыл в программе десятиборья десятку сильнейших.